# Hela Sverige bakar, säsong 10 (2021)
Den tionde säsongen av Hela Sverige bakar spelades återigen in på Taxinge-Näsby slott. Likt föregående säsong sändes programmet på TV4, med start den 22 september 2021  med programtiden 21:00 på onsdagar. Programledare är Tina Nordström och Johan Östling samt jurymedlemmarna Johan Sörberg och Elisabeth Johansson.

## Deltagare
| Deltagare           | Ålder | Bostad      | Sysselsättning                 | Resultat |
| ------------------- | ----- | ----------- | ------------------------------ | -------- |
| Fredrika Hartzell   | 27    | Stockholm   | Key Account Manager            |          |
| Beate Baranovska    | 28    | Värnamo     | Röntgensjuksköterska           |          |
| Amanda Svensson     | 25    | Helsingborg | Studerande                     |          |
| Nancy Gül           | 27    | Skövde      | Skolkurator                    |          |
| Andréa Ask          | 25    | Södra Vi    | Operatör                       |          |
| Stephanie Johansson | 29    | Drängsered  | Privatrådgivare                | Vinnare  |
| Dennis Larsson      | 31    | Alunda      | Processtekniker                |          |
| Marlen Österman     | 46    | Göteborg    | Kurator och förbättringsledare |          |
| Simon Hallin        | 38    | Stockholm   | Produktchef                    |          |
| Amadeus Dahlgren    | 25    | Mölnlycke   | Musikalartist                  |          |
| Jennie Sterner      | 52    | Arboga      | Evententreprenör               |          |
| Markus Dahlberg     | 38    | Södertälje  | Projektledare                  |          |

## Källhänvisningar
1. ↑  ”Här är deltagarna i ”Hela Sverige bakar””. Aftonbladet. https://www.aftonbladet.se/nojesbladet/a/qWkq2m/har-ar-deltagarna-i-hela-sverige-bakar. Läst 1 juli 2025.
2. ↑  ”Ny jurymedlem och årets deltagare i Hela Sverige bakar 2020”. TV4.se. https://press.tv4.se/post/ny-jurymedlem-och-arets-deltagare-i-hela-sverige-bakar-2020. Läst 1 juli 2025.
3. ↑  ”Stephanie Johansson vann ”Hela Sverige bakar” 2021 – trots tårtfadäsen”. Aftonbladet. https://www.aftonbladet.se/nojesbladet/a/z7kXL9/stephanie-johansson-vann-hela-sverige-bakar-2021--trots-tartfadasen. Läst 1 juli 2025.